# Miserey
Miserey ist eine französische Gemeinde mit 599 Einwohnern (Stand 1. Januar 2022) im Département Eure in der Region Normandie. Die Bewohner werden Misérois und Miséroises genannt.

## Geografie
Miserey liegt im Norden Frankreichs am Ostrand des Départements Eure, 80 Kilometer nordwestlich von Paris und 9 Kilometer südöstlich von Évreux, dem Hauptort des Départements Eure. Nachbargemeinden von Miserey sind Gauciel im Nordwesten, Boncourt im Nordosten, Cierrey im Südosten und Le Val-David im Südwesten. Das Gemeindegebiet umfasst 811 Hektar, die mittlere Höhe beträgt 131 Meter über dem Meeresspiegel.
Miserey ist einer Klimazone des Typs Cfb (nach Köppen und Geiger) zugeordnet: Warmgemäßigtes Regenklima (C), vollfeucht (f), wärmster Monat unter 22 °C, mindestens vier Monate über 10 °C (b). Es herrscht Seeklima mit gemäßigtem Sommer.

## Geschichte
Mit Hilfe von Luftbildarchäologie wurde unweit der Anlage von Gisacum ein Gallo-römischer Umgangstempel entdeckt.
In der monstre (auch montre) von 1470, einem Adelszensus im Auftrag des Königs Ludwig XI., wurde Guillaume de Saint-Pol als Seigneur von Miserey bezeichnet. Um 1540 war der Seigneur Robert de Pommereuil. 1561 gehörte die Ortschaft seinem Verwandten Nicolas Pommereuil, der Gouverneur von Rouen war. Sein Sohn Charles geriet in eine dunkle Falschgeld-Affäre. Nach 1682 geriet Miserey durch heirat in den Besitz der Familie La Luzerne. 1746 verstarb der damalige Seigneur, Paul-Roger de La Luzerne, ohne Nachkommen. Zu Beginn der Französischen Revolution (1789–1799) gehörte die Ortschaft dem Grafen von Sémerville (Eure). 1793 erhielt Miserey den Status einer Gemeinde. 1801 erhielt es als Miseray durch die Verwaltungsreform unter Napoleon Bonaparte (1769–1821) das Recht auf kommunale Selbstverwaltung. Im Folgenden hieß die wieder Miserey.
Am 18. August 1978 erlangte die Gemeinde eine gewisse Bekanntheit durch die Landung des Ballons Double Eagle II. Es handelte sich um die erste erfolgreiche Atlantiküberquerung eines Ballons.

### Bevölkerungsentwicklung
| Jahr                       | 1962 | 1968 | 1975 | 1982 | 1990 | 1999 | 2006 | 2016 |
| Einwohner                  | 323  | 302  | 357  | 431  | 448  | 473  | 506  | 634  |
| Quellen: Cassini und INSEE |      |      |      |      |      |      |      |      |

## Kultur und Sehenswürdigkeiten
Die römisch-katholische Gemeinschaft Jouy sur Eure gehört zur Pfarrei Vallée d’Eure des Bistums Évreux.
Obwohl das Lehnswesen mit der Französischen Revolution beendet wurde, war das Schloss von Miserey auch nach der Revolution noch im Besitz der Familie Sémerville. Durch Heirat fiel das Schloss an den Grafen von Maupeou und blieb bis zum Beginn des 20. Jahrhunderts im Familienbesitz. Dann wurde es dreimal in rascher Folge verkauft und die Inneneinrichtung ging dabei verloren. 1947 kaufte Robert Gouin de Roumilly das Schloss und ließ es restaurieren. Es befindet sich heute noch im Familienbesitz. Das Hauptgebäude stammt aus dem Ende des 17. Jahrhunderts und wurde in der zweiten Hälfte des 18. Jahrhunderts umgebaut.
Der Schlosspark ist als Site classé (‚Naturdenkmal‘) eingestuft und als Jardin remarquable ausgezeichnet. Er wurde ursprünglich gegen Ende des 17. oder Beginn des 18. Jahrhunderts angelegt und 1845 in den heutigen Zustand versetzt. Es existiert ein Plan des Gartens aus dem Anfang des 18. Jahrhunderts, in dem gut zu erkennen ist, wie damals das Nützliche, der Anbau von Nutzpflanzen, mit dem Angenehmen, Blumenbeeten und Rasenflächen, verbunden wurde. 1813 wurde der Garten zu einem Englischen Landschaftsgarten umgestaltet. Der heutige Garten entstand 1997 und behandelt die Themen „Hölle“, „Fegefeuer“ und „Eden“. Er ist an Wochenenden und Ferientagen vom 1. April bis 15. August für Besucher geöffnet, vom 1. September bis 1. November nur an Sonntagen.

### Lokale Produkte
Auf dem Gemeindegebiet gelten geschützte geographische Angaben (IGP) für Schweinefleisch (Porc de Normandie), Geflügel (Volailles de Normandie) und Cidre (Cidre de Normandie und Cidre normand).